# Gazette littéraire de l'Europe
La Gazette littéraire de l’Europe est un périodique parisien dirigé par l'abbé Arnaud et Jean Baptiste Antoine Suard, édité du 7 mars 1764 au 1er mars 1766. C'est la continuation du Journal étranger.
On y trouve entre autres de nombreux articles de Voltaire, et la première publication du texte de Denis Diderot Sur Térence, 15 juillet 1765).